# Filmografia actriței Bette Davis

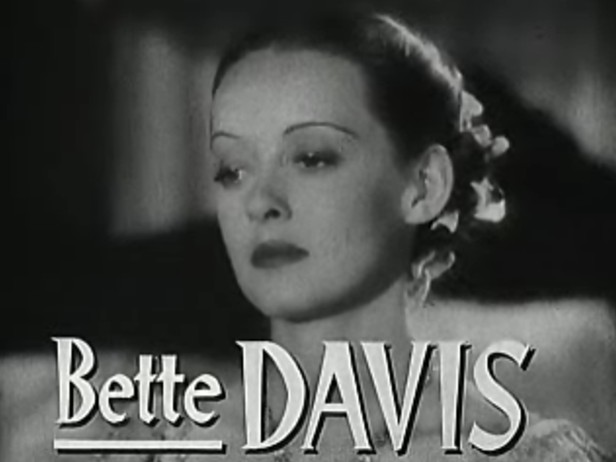
Bette Davis în Jezebel (1938)

Aceasta este filmografia lui Bette Davis.

## Filmografie

### 1931–1939
| An   | Titlu                                                    | Rol                              | Regizor             | Actori în alte roluri                                                                                   | Studio                        |
| ---- | -------------------------------------------------------- | -------------------------------- | ------------------- | --- | ----------------------------- |
| 1931 | The Bad Sister                                           | Laura Madison                    | Hobart Henley       | Conrad Nagel, Sidney Fox, Zasu Pitts, Slim Summerville, Humphrey Bogart                                 | Universal                     |
| 1931 | Seed                                                     | Margaret Carter                  | John M. Stahl       | John Boles, Frances Dade, Raymond Hackett, Zasu Pitts                                                   | Universal                     |
| 1931 | Podul Waterloo                                           | Janet Cronin                     | James Whale         | Mae Clarke, Douglass Montgomery, Doris Lloyd                                                            | Universal                     |
| 1931 | Way Back Home                                            | Mary Lucy                        | William A. Seiter   | Phillips Lloyd, Effie Palmer, Frank Albertson, Frankie Darro                                            | RKO                           |
| 1932 | Amenințarea                                              | Peggy Lowell                     | Roy William Neill   | H. B. Warner, Walter Byron, Natalie Moorhead                                                            | Columbia                      |
| 1932 | Hell's House                                             | Peggy Gardner                    | Howard Higgin       | Pat O'Brien                                                                                             | B.F. Zeidman Productions Ltd. |
| 1932 | The Man Who Played God                                   | Grace Blair                      | John G. Adolfi      | George Arliss, Violet Heming                                                                            | Warner Bros.                  |
| 1932 | So Big!                                                  | Miss Dallas O'Mara               | William A. Wellman  | Barbara Stanwyck, George Brent, Dickie Moore                                                            | Warner Bros.                  |
| 1932 | The Rich Are Always with Us                              | Malbro                           | Alfred E. Green     | Ruth Chatterton, George Brent, John Miljan                                                              | First National                |
| 1932 | The Dark Horse                                           | Kay Russell                      | Alfred E. Green     | Warren William, Guy Kibbee                                                                              | Warner Bros.                  |
| 1932 | The Cabin in the Cotton                                  | Madge Norwood                    | Michael Curtiz      | Richard Barthelmess, Dorothy Jordan, Hardie Albright                                                    | First National                |
| 1932 | Three on a Match                                         | Ruth Wescott                     | Mervyn LeRoy        | Joan Blondell, Ann Dvorak, Humphrey Bogart                                                              | Warner Bros.                  |
| 1932 | 20,000 Years in Sing Sing                                | Fay Wilson                       | Michael Curtiz      | Spencer Tracy                                                                                           | Warner Bros.                  |
| 1933 | Just Around the Corner (scurtmetraj de promovare a G.E.) | Ginger                           |                     | Joan Blondell, Ruth Donnelly, Dick Powell, Warren William                                               | Warner Bros.                  |
| 1933 | Parachute Jumper                                         | Patricia "Alabama" Brent         | Alfred E. Green     | Douglas Fairbanks Jr., Claire Dodd                                                                      | Warner Bros.                  |
| 1933 | The Working Man                                          | Jenny Harland (aka Jane Grey)    | John G. Adolfi      | George Arliss, Theodore Newton, Hardie Albright                                                         | Warner Bros.                  |
| 1933 | Bureau of Missing Persons                                | Norma Roberts                    | Roy Del Ruth        | Lewis Stone, Pat O'Brien, Glenda Farrell                                                                | First National                |
| 1933 | Ex-Lady                                                  | Helen Bauer                      | Robert Florey       | Gene Raymond, Frank McHugh, Claire Dodd                                                                 | Warner Bros.                  |
| 1934 | The Big Shakedown                                        | Norma Nelson                     | John Francis Dillon | Charles Farrell, Ricardo Cortez, Glenda Farrell                                                         | First National                |
| 1934 | Fashions of 1934                                         | Lynn Mason                       | William Dieterle    | William Powell, Frank McHugh, Hugh Herbert, Verree Teasdale                                             | Warner Bros.                  |
| 1934 | Jimmy the Gent                                           | Miss Joan Martin                 | Michael Curtiz      | James Cagney, Allen Jenkins, Alice White, Mayo Methot                                                   | Warner Bros.                  |
| 1934 | Fog Over Frisco                                          | Arlene Bradford                  | William Dieterle    | Donald Woods, Margaret Lindsay, Lyle Talbot                                                             | Warner Bros.                  |
| 1934 | Of Human Bondage                                         | Mildred Rogers                   | John Cromwell       | Leslie Howard, Frances Dee, Kay Johnson, Reginald Denny, Alan Hale                                      | RKO                           |
| 1934 | Housewife                                                | Patricia "Pat" Berkeley          | Alfred E. Green     | George Brent, Ann Dvorak, John Halliday, Ruth Donnelly                                                  | Warner Bros.                  |
| 1935 | Bordertown                                               | Mrs Marie Roark                  | Archie Mayo         | Paul Muni, Margaret Lindsay, Eugene Pallette                                                            | Warner Bros.                  |
| 1935 | The Girl from 10th Avenue                                | Miriam A. Brady                  | Alfred E. Green     | Ian Hunter, Colin Clive, Alison Skipworth                                                               | Warner Bros.                  |
| 1935 | Front Page Woman                                         | Ellen Garfield                   | Michael Curtiz      | George Brent, Roscoe Karns                                                                              | Warner Bros.                  |
| 1935 | Special Agent                                            | Julie Gardner                    | William Keighley    | George Brent, Ricardo Cortez                                                                            | Warner Bros.                  |
| 1935 | Dangerous                                                | Joyce Heath                      | Alfred E. Green     | Franchot Tone, Margaret Lindsay, Alison Skipworth                                                       | Warner Bros.                  |
| 1936 | The Petrified Forest                                     | Gabrielle "Gabby" Maple          | Archie Mayo         | Leslie Howard, Genevieve Tobin, Dick Foran, Humphrey Bogart                                             | Warner Bros.                  |
| 1936 | The Golden Arrow                                         | Daisy Appleby                    | Alfred E. Green     | George Brent, Eugene Pallette, Dick Foran                                                               | Warner Bros.                  |
| 1936 | Satan Met a Lady                                         | Valerie Purvis                   | William Dieterle    | Warren William, Alison Skipworth                                                                        | Warner Bros.                  |
| 1937 | Marked Woman                                             | Mary Dwight Strauber             | Lloyd Bacon         | Humphrey Bogart, Lola Lane, Isabel Jewell, Eduardo Ciannelli, Rosalind Marquis, Mayo Methot, Jane Bryan | Warner Bros.                  |
| 1937 | Kid Galahad                                              | Louise "Fluff" Phillips          | Michael Curtiz      | Edward G. Robinson, Humphrey Bogart, Wayne Morris, Jane Bryan                                           | Warner Bros.                  |
| 1937 | That Certain Woman                                       | Mary Donnell (aka Mrs Al Haines) | Edmund Goulding     | Henry Fonda, Anita Louise, Ian Hunter, Donald Crisp                                                     | Warner Bros.                  |
| 1937 | It's Love I'm After                                      | Joyce Arden                      | Archie Mayo         | Leslie Howard, Olivia de Havilland, Eric Blore, Patric Knowles, Spring Byington, Bonita Granville       | Warner Bros.                  |
| 1938 | Jezebel                                                  | Julie Marsden                    | William Wyler       | Henry Fonda, George Brent, Margaret Lindsay, Fay Bainter, Donald Crisp, Spring Byington                 | Warner Bros.                  |
| 1938 | The Sisters                                              | Louise Elliott Medlin            | Anatole Litvak      | Errol Flynn, Anita Louise, Ian Hunter, Donald Crisp, Beulah Bondi, Jane Bryan                           | Warner Bros.                  |
| 1939 | Dark Victory                                             | Judith Traherne                  | Edmund Goulding     | George Brent, Humphrey Bogart, Geraldine Fitzgerald, Ronald Reagan                                      | Warner Bros.                  |
| 1939 | Juarez                                                   | Empress Carlotta                 | William Dieterle    | Paul Muni, Brian Aherne, Claude Rains, John Garfield, Donald Crisp, Joseph Calleia, Gale Sondergaard    | Warner Bros.                  |
| 1939 | The Old Maid                                             | Charlotte Lovell                 | Edmund Goulding     | Miriam Hopkins, George Brent, Donald Crisp, Jane Bryan, Louise Fazenda                                  | Warner Bros.                  |
| 1939 | The Private Lives of Elizabeth and Essex                 | Elizabeth I of England           | Michael Curtiz      | Errol Flynn, Olivia de Havilland, Donald Crisp, Alan Hale                                               | Warner Bros.                  |

### 1940–1949
| An   | Titlu                               | Rol                                    | Regizor           | Actori în alte roluri | Studio       |
| ---- | ----------------------------------- | -------------------------------------- | ----------------- | --- | ------------ |
| 1940 | All This, and Heaven Too            | Henriette Deluzy-Desportes             | Anatole Litvak    | Charles Boyer, Jeffrey Lynn, Barbara O'Neil, Virginia Weidler | Warner Bros. |
| 1940 | The Letter                          | Leslie Crosbie                         | William Wyler     | Herbert Marshall, James Stephenson, Frieda Inescort, Gale Sondergaard | Warner Bros. |
| 1941 | The Great Lie                       | Maggie Patterson Van Allen             | Edmund Goulding   | George Brent, Mary Astor, Lucile Watson, Hattie McDaniel | Warner Bros. |
| 1941 | Shining Victory (cameo nemenționat) | Soră medicală                          | Irving Rapper     | James Stephenson, Geraldine Fitzgerald, Donald Crisp, Barbara O'Neil | Warner Bros. |
| 1941 | The Bride Came C.O.D.               | Joan Winfield                          | William Keighley  | James Cagney, Stuart Erwin, Eugene Pallette, Jack Carson, George Tobias | Warner Bros. |
| 1941 | The Little Foxes                    | Regina Giddens                         | William Wyler     | Herbert Marshall, Teresa Wright, Richard Carlson, Dan Duryea, Patricia Collinge | RKO          |
| 1942 | The Man Who Came to Dinner          | Maggie Cutler                          | William Keighley  | Ann Sheridan, Monty Woolley, Richard Travis, Jimmy Durante, Billie Burke, Mary Wickes | Warner Bros. |
| 1942 | In This Our Life                    | Stanley Timberlake Kingsmill           | John Huston       | Olivia de Havilland, George Brent, Dennis Morgan, Charles Coburn, Billie Burke, Hattie McDaniel, Lee Patrick | Warner Bros. |
| 1942 | Now, Voyager                        | Charlotte Vale                         | Irving Rapper     | Paul Henreid, Claude Rains, Gladys Cooper, Bonita Granville, John Loder, Ilka Chase, Lee Patrick, Mary Wickes | Warner Bros. |
| 1943 | Watch on the Rhine                  | Sara Muller                            | Herman Shumlin    | Paul Lukas, Geraldine Fitzgerald, Lucile Watson, Beulah Bondi | Warner Bros. |
| 1943 | Thank Your Lucky Stars              | Herself                                | David Butler      | Humphrey Bogart, Eddie Cantor, Olivia de Havilland, Errol Flynn, John Garfield, Joan Leslie, Ida Lupino, Dennis Morgan, Ann Sheridan, Dinah Shore, Alexis Smith, Jack Carson, Alan Hale, Edward Everett Horton, Hattie McDaniel                                                                      | Warner Bros. |
| 1943 | Old Acquaintance                    | Kit Marlowe                            | Vincent Sherman   | Miriam Hopkins, John Loder, Gig Young | Warner Bros. |
| 1944 | Mr. Skeffington                     | Fanny Trellis                          | Vincent Sherman   | Claude Rains, Walter Abel, George Coulouris | Warner Bros. |
| 1944 | Hollywood Canteen                   | Herself                                | Delmer Daves      | Jack Benny, Joe E. Brown, Eddie Cantor, Kitty Carlisle, Jack Carson, Joan Crawford, John Garfield, Sydney Greenstreet, Alan Hale, Paul Henreid, Peter Lorre, Ida Lupino, Dennis Morgan, Janis Paige, Eleanor Parker, Roy Rogers & Trigger, Zachary Scott, Alexis Smith, Barbara Stanwyck, Jane Wyman | Warner Bros. |
| 1945 | The Corn Is Green                   | Miss Lilly Moffat                      | Irving Rapper     | John Dall, Nigel Bruce, Rhys Williams, Mildred Dunnock, Joan Lorring | Warner Bros. |
| 1946 | A Stolen Life                       | Kate and Patricia Bosworth (dual role) | Curtis Bernhardt  | Glenn Ford, Dane Clark, Walter Brennan | Warner Bros. |
| 1946 | Deception                           | Christine Radcliffe                    | Irving Rapper     | Paul Henreid, Claude Rains | Warner Bros. |
| 1948 | Winter Meeting                      | Susan Grieve                           | Bretaigne Windust | Janis Paige, Jim Davis, John Hoyt, Florence Bates | Warner Bros. |
| 1948 | June Bride                          | Linda Gilman                           | Bretaigne Windust | Robert Montgomery, Fay Bainter, Betty Lynn, Mary Wickes, Barbara Bates | Warner Bros. |
| 1949 | Beyond the Forest                   | Rosa Moline                            | King Vidor        | Joseph Cotten, David Brian, Ruth Roman | Warner Bros. |

### 1950–1959
| An   | Titlu                      | Rol                          | Regizor              | Actori în alte roluri                                                                                | Studio            |
| ---- | -------------------------- | ---------------------------- | -------------------- | --- | ----------------- |
| 1950 | All About Eve              | Margo Channing               | Joseph L. Mankiewicz | Anne Baxter, George Sanders, Celeste Holm, Gary Merrill, Hugh Marlowe, Thelma Ritter, Marilyn Monroe | 20th Century Fox  |
| 1951 | Payment on Demand          | Joyce Ramsey                 | Curtis Bernhardt     | Barry Sullivan, Jane Cowl, Betty Lynn, Kent Taylor                                                   | RKO               |
| 1951 | Another Man's Poison       | Janet Frobisher              | Irving Rapper        | Gary Merrill, Emlyn Williams, Anthony Steel, Barbara Murray                                          | Angel Productions |
| 1952 | Phone Call from a Stranger | Bianca Carr                  | Jean Negulesco       | Shelley Winters, Gary Merrill, Michael Rennie, Keenan Wynn, Beatrice Straight                        | 20th Century Fox  |
| 1952 | The Star                   | Margaret Elliot              | Stuart Heisler       | Sterling Hayden, Natalie Wood                                                                        | 20th Century Fox  |
| 1955 | The Virgin Queen           | Queen Elizabeth I of England | Henry Koster         | Richard Todd, Joan Collins, Herbert Marshall, Dan O'Herlihy                                          | 20th Century Fox  |
| 1956 | The Catered Affair         | Agnes Hurley                 | Richard Brooks       | Ernest Borgnine, Debbie Reynolds, Barry Fitzgerald, Rod Taylor                                       | MGM               |
| 1956 | Storm Center               | Alicia Hull                  | Daniel Taradash      | Brian Keith, Kim Hunter                                                                              | Columbia          |
| 1959 | John Paul Jones            | Catherine the Great          | John Farrow          | Robert Stack, Marisa Pavan, Charles Coburn, MacDonald Carey, Jean-Pierre Aumont, Peter Cushing       | Warner Bros.      |
| 1959 | The Scapegoat              | The Countess                 | Robert Hamer         | Alec Guinness, Nicole Maurey, Irene Worth                                                            | MGM               |

### 1960–1969
| An   | Titlu                            | Rol                                              | Regizor         | Actori în alte roluri                                                                         | Studio                             |
| ---- | -------------------------------- | ------------------------------------------------ | --------------- | --------------------------------------------------------------------------------------------- | ---------------------------------- |
| 1961 | Pocketful of Miracles            | Apple Annie                                      | Frank Capra     | Glenn Ford, Hope Lange, Arthur O'Connell, Peter Falk, Edward Everett Horton, Ann-Margret      | United Artists                     |
| 1962 | What Ever Happened to Baby Jane? | Baby Jane Hudson                                 | Robert Aldrich  | Joan Crawford, Victor Buono                                                                   | Seven Arts                         |
| 1963 | The Empty Canvas                 | Dino's mother                                    | Damiano Damiani | Horst Buchholz, Isa Miranda                                                                   | Compagnia Cinematografica Champion |
| 1964 | Dead Ringer                      | Margaret De Lorca and Edith Phillips (dual role) | Paul Henreid    | Karl Malden, Peter Lawford, Jean Hagen, Estelle Winwood                                       | Warner Bros.                       |
| 1964 | Where Love Has Gone              | Mrs Gerald Hayden                                | Edward Dmytryk  | Susan Hayward, Mike Connors, Joey Heatherton, Jane Greer                                      | Paramount                          |
| 1964 | Hush… Hush, Sweet Charlotte      | Charlotte Hollis                                 | Robert Aldrich  | Olivia de Havilland, Joseph Cotten, Agnes Moorehead, Cecil Kellaway, Victor Buono, Mary Astor | 20th Century Fox                   |
| 1965 | The Nanny                        | The nanny                                        | Seth Holt       | Wendy Craig, Jill Bennett                                                                     | Seven Arts                         |
| 1968 | The Anniversary                  | Mrs Taggart                                      | Roy Ward Baker  | Sheila Hancock, Jack Hedley                                                                   | Seven Arts                         |

### 1970–1989
| An   | Titlu                      | Rol                     | Regizor           | Actori în alte roluri | Studio                  |
| ---- | -------------------------- | ----------------------- | ----------------- | --- | ----------------------- |
| 1970 | Connecting Rooms           | Wanda Fleming           | Franklin Gollings | Michael Redgrave, Leo Genn | Hemdale                 |
| 1971 | Bunny O'Hare               | Bunny O'Hare            | Gerd Oswald       | Ernest Borgnine, Jack Cassidy, John Astin | American International  |
| 1972 | The Scientific Cardplayer  | The Millionairess       | Luigi Comencini   | Alberto Sordi, Silvana Mangano, Joseph Cotten | Dino de Laurentiis      |
| 1976 | Burnt Offerings            | Aunt Elizabeth          | Dan Curtis        | Karen Black, Oliver Reed, Burgess Meredith, Eileen Heckart | United Artists          |
| 1978 | Return from Witch Mountain | Letha Wedge             | John Hough        | Christopher Lee, Kim Richards, Jack Soo | Disney                  |
| 1978 | Death on the Nile          | Marie Van Schuyler      | John Guillermin   | Peter Ustinov, Simon MacCorkindale, Lois Chiles, Mia Farrow, George Kennedy, Maggie Smith, Angela Lansbury, Olivia Hussey, David Niven, Jon Finch, Jack Warden, Jane Birkin, Harry Andrews, I. S. Johar | Paramount               |
| 1978 | The Children of Sanchez    | rol nemenționat         | Hall Bartlett     | Anthony Quinn, Dolores del Rio, Katy Jurado | Lone Star               |
| 1980 | The Watcher in the Woods   | Mrs Aylwood             | John Hough        | Lynn-Holly Johnson, Kyle Richards, Carroll Baker, David McCallum | Disney                  |
| 1985 | Crimă cu oglinzi           | Carrie Louise Serrocold | Dick Lowry        | Helen Hayes, Leo McKern | Warner Bros. Television |
| 1987 | The Whales of August       | Libby Strong            | Lindsay Anderson  | Lillian Gish, Vincent Price, Ann Sothern | Alive Films             |
| 1989 | Wicked Stepmother          | Miranda Pierpoint       | Larry Cohen       | Barbara Carrera, Colleen Camp, Lionel Stander | MGM                     |

### Scurtmetraje
Scurtmetraje în care a jucat rolul său:
| An   | Titlu                              | Note                                       |
| ---- | ---------------------------------- | ------------------------------------------ |
| 1932 | The 42nd Street Special            |                                            |
| 1935 | A Dream Comes True                 |                                            |
| 1936 | Screen Snapshots Series 16, No. 1  |                                            |
| 1936 | Screen Snapshots Series 15, No. 10 |                                            |
| 1937 | A Day at Santa Anita               |                                            |
| 1937 | Screen Snapshots Series 16, No. 8  |                                            |
| 1938 | For Auld Lang Syne                 |                                            |
| 1938 | Screen Snapshots Series 17, No. 9  |                                            |
| 1938 | Breakdowns of 1938                 | Preluări din That Certain Woman și Jezebel |
| 1941 | Breakdowns of 1941                 |                                            |
| 1943 | The Present with a Future          | Rolul său/Mama                             |
| 1943 | Show Business at War               |                                            |
| 1984 | Terror in the Aisles               | Imagini de arhivă                          |